# أحمد رضا مادوني
أحمد رضا مادوني (مواليد 4 أكتوبر 1980) هو لاعب كرة قدم جزائري دولي سابق.

## المسيرة الرياضية

### مع الأندية
لعب مادوني مع نادي مونبلييه وبوروسيا دورتموند قبل الانضمام إلى باير 04 ليفركوزن. في عام 2007 انتقل إلى قطر للعب في نادي الغرافة. في يوليو 2009 وقع مادوني لنادي كليرمونت 63 في الدوري الفرنسي الدرجة الثانية. في 19 مايو 2010 انضم إلى يونيون برلين بعقد لمدة ثلاث سنوات.
انتقل مادوني إلى نادي نانت في عام 2012.
وقعت مادوني عقدًا مع إنيرجي كوتبوس في 17 يناير 2014 لمدة ستة أشهر مع إمكانية تمديده لمدة عام آخر. غادر إنيرجي كوتبوس في نهاية الموسم بعد هبوطهم من الدرجة الثانية.

### مع المنتخب
لاعب منتخب فرنسا للشباب السابق ومونبيلييه قرر تغيير هويته الوطنية واللعب لصالح منتخب الجزائر في يونيو 2005 حيث لعب مباراته الدولية الأولى مع محاربي الصحراء في مباراة ودية ضد مالي. لعب طوال مسيرته مباراتين دوليتين اثنتين.

## الإنجازات
- مونبلييه
  - كأس إنترتوتو (1): 1999
- بوروسيا دورتموند
  - الدرجة الأولى (1): 2001-02
- الغرافة
  - دوري نجوم قطر (1): 2007-08